# Cameron Sutton
(en) Statistiques sur pro-football-reference
Cameron Amir Sutton, né le 27 février 1995 à Jonesboro en Géorgie, est un sportif professionnel américain de football américain jouant au poste de cornerback dans la National Football League (NFL) depuis la saison 2017.
Auparavant, il a joué au niveau universitaire pour les Volunteers de l'université du Tennessee dans la NCAA Division I FBS pendant quatre saisons (2013-2016) avant d'être sélectionné en 94e choix global lors du troisième tour de la draft 2017 de la NFL par la franchise des Steelers de Pittsburg.
Il y reste six saisons avant de rejoindre les Lions de Détroit en 2023,.
Sutton est libéré par les Lions le 21 mars 2024, à la suite d'un mandat d'arrêt émis contre lui en Floride pour violences conjugales.
Il signe un contrat d'un an avec les Steelers le 5 juin 2024 mais le 8 juillet, la ligue le suspend huit matchs pour violation du code de conduite personnelle.
Avec les Volunteers, il remporte le TaxSlayer Bowl 2015, l'Outback Bowl 2016 et le Music City Bowl 2016 respectivement au terme des saisons 2014, 2015 et 2016.
Fin de saison 2014, Sutton a participé à 7 matchs de série éliminatoire dont 4 avec Pittsburgh lors des saisons 2017, 2020, 2021 et 2024. En 2023, avec Détroit, il perd la finale de conférence NFC 31 à 34 contre les 49ers de San Francisco.